# Валя-Сяке (Нямц)
Валя-Сяке (рум. Valea Seacă) — село у повіті Нямц в Румунії. Входить до складу комуни Белцетешть.
Село розташоване на відстані 300 км на північ від Бухареста, 24 км на північ від П'ятра-Нямца, 97 км на захід від Ясс.

## Населення
За даними перепису населення 2002 року у селі проживали 1629 осіб, усі — румуни. Рідною мовою 1628 осіб (99,9%) назвали румунську.